# 畢底邠陀羅跋摩
畢底邠陀羅跋摩（占婆語：Prithivindravarman），占婆第五王朝（當時稱「環王國」）的首位君主。畢底邠陀羅跋摩原是賓童龍地區的諸侯大族，約於757年年第四王朝末王律陀羅跋摩二世死後，畢底邠陀羅跋摩受占婆國中要人推戴為「惟一君王」。

## 生平
據法國學者喬治·馬司培羅的說法，畢底邠陀羅跋摩出身自占婆南部檳榔部落的賓童龍諸侯大族（馬司培羅指出占婆第五王朝的碑誌皆出自賓童龍、古笪二地），而根據碑誌資料，顯示畢底邠陀羅跋摩「似非王族」。約於757年，第四王朝末王律陀羅跋摩二世（Rudravarman II，又稱盧陀羅）逝世，於是國內的顯要人物便尊奉畢底邠陀羅跋摩為新君。在占婆的「東陽碑」中有載畢底邠陀羅跋摩的即位：「昔日此土（占婆）強盛光榮，國人富貴，諸富家常奉一人為此國惟一君王；汝畢底邠陀羅跋摩，如地上諸神之因陀羅（Indra）」。而其勢力所及，據占婆碑誌所稱是「享有占婆全土」，馬司培羅所指出這相當於北至橫山，南至吉蔑國境的範圍。
據中國史籍《唐會要》、《新唐書》等記載，畢底邠陀羅跋摩於唐肅宗至德以後（758年農曆二月以後）使用「環王」國號（在此之前稱為「林邑」）。馬司培羅認為，此一名號若「非第五王朝諸王的尊號，即為王室發源國土之名」。
畢底邠陀羅跋摩去世後，由其甥釋利薩多跋摩（Satyavarman，又簡稱薩多跋摩）繼位。

## 治績
關於畢底邠陀羅跋摩的治績，第五王朝第三位君王因陀羅跋摩（Indravarman I）曾建碑，以記其功德。碑文內容為：「承運之王畢底邠陀羅跋摩，門閥威嚴，諸方顯耀；在位之日，威服諸敵。此無上之王，享有占婆全土。諸物豐饒，翦滅盜賊，一如日光消盡黑暗。王種光耀，如月在天。」若依此一碑誌的表述，可以說畢底邠陀羅跋摩在文治武功方面，均有所成就。